# 水戸市立鯉淵小学校
水戸市立鯉淵小学校（みとしりつ こいぶちしょうがっこう）は、茨城県水戸市鯉淵町にある公立小学校。

## 教育目標
- 意欲的に学び、創造性に富む、こころ豊かなたくましい児童の育成

## 沿革
出典
- 1873年（明治6年）7月1日 - 大字鯉淵古矢根の鈴木滝之介方を借用した校舎（50㎡）とし、竜門小学校開校。
- 1876年（明治9年） - 同年度から1893年（明治26年）度まで、大字鯉淵2971番地（現在の公民館敷地）へ校舎新築移転。
- 1892年（明治25年）度 - 郡長指令により、尋常小学校を併置。また、6月14日を創立記念日と定めた。
- 1903年（明治36年）度 - 高等小学校を併置（開校記念日:1月17日）。
- 1907年（明治40年）5月30日 - 五平・高田・播田実の3分教場を廃止し、本校へ統合。大字五平と大字鯉淵の一部（尋常4年まで）を西茨城郡友部小学校へ委託。農業補習学校を本校へ附設。
- 1941年（昭和16年）4月1日 - 国民学校令より、鯉淵国民学校と改称。
- 1947年（昭和22年）
  - 4月1日 - 学制改革により、鯉淵村立鯉淵小学校と改称。
  - 4月 - この月から6月まで、校舎大改修実施。
- 1955年（昭和30年）3月31日 - 鯉淵・中妻・下中妻3村合併による内原村発足により、内原村立鯉淵小学校と改称。
- 1962年（昭和37年）11月 - 創立90周年を記念し、校旗と校章を制定。
- 1965年（昭和40年）1月1日 - 内原村の町制施行により、内原町立鯉淵小学校と改称。
- 1970年（昭和45年）4月23日 - 老朽校舎7教室改築。校舎第一期工事の鉄筋校舎（12教室）竣工。
- 1972年（昭和47年）
  - 2月8日 - 第一期工事に連係した鉄筋校舎（10教室）竣工。
  - 7月22日 - プール新設。
- 1974年（昭和49年）10月29日 - 体育館新設。
- 1982年（昭和57年）3月10日 - 特別教室（家庭・図工・理科・図書・視聴覚・音楽の各教室）と給食室が竣工。
- 1994年（平成6年）度 - 体育館改修実施。
- 1995年（平成7年）度 - 校舎外装塗装実施。経緯度標を設置。
- 2000年（平成12年）度 - 体育館照明交換と職員室・学童室出入口のサッシ交換の両工事実施。
- 2001年（平成13年）度 - 普通教室屋上防水と特別室屋上防水塗装の両工事実施。給食室配膳室設置・校庭南側土手法面保護と8室へのカーテン設置・校舎1階と体育館への警報器設置の各工事も実施。
- 2005年（平成17年）2月1日 - 内原町の水戸市への編入により、水戸市立鯉淵小学校と改称。
- 2006年（平成18年）度 - 総合遊具撤去し、低鉄棒設置。
- 2007年（平成19年）度 - 東通用門改修工事実施。
- 2010年（平成22年） - 校舎改修に伴う基本設計と敷地測量実施。
- 2013年（平成25年）度 - 新校舎施工。
- 2014年（平成26年）度 - 新校舎完成し、第2学期から使用開始。体育館の耐震化工事実施[2]。
- 2015年（平成27年） - 旧校舎解体工事終了。
- 2017年（平成29年） - 外構工事が完了。竣工記念式典挙行。

## 通学区域と進学先中学校
出典

### 通学区域
申出区域についての詳細は水戸市教育委員会まで要問い合わせ
- 鯉淵町（1番～6988番・7013番以降）
- 小林町
  - 1186番26号（申立区域:内原小学校）
  - 1186番48号（申立区域:内原小学校）
  - 1186番66号（申立区域:内原小学校）
  - 1186番84号
  - 1186番95号～101号
  - 1186番104号・105号
  - 1199番（申立区域:内原小学校）
  - 1199番11号（申立区域:内原小学校）
  - 1199番12号（申立区域:内原小学校）
  - 1199番17号～26号（申立区域:内原小学校）
  - 1199番47号（申立区域:内原小学校）
  - 1199番50号～54号（申立区域:内原小学校）
  - 1199番58号～62号（申立区域:内原小学校）
  - 1199番67号（申立区域:内原小学校）
  - 1199番73号（申立区域:内原小学校）
  - 1199番89号（申立区域:内原小学校）
  - 1199番90号（申立区域:内原小学校）
  - 1199番116号（申立区域:内原小学校）
- 五平町（全域）
- 高田町（全域）
- 下野町（全域）

### 進学先中学校
- 水戸市立内原中学校

## 周辺
- 水戸市鯉淵市民センター - 水戸市道をはさんで、校地北側に隣接。
- 茨城県道40号内原塩崎線
- 茨城県道52号石岡城里線
- 鯉淵郵便局
- 根古屋集落センター
- 涸沼前川

## アクセス
校地西側の正門までの距離
- 茨城交通「水戸友部線」で、「落合橋」停留所より、
  - 水戸駅行バス停ポールから、徒歩約510m・約8分。
  - 鯉淵営業所・友部駅行バス停ポールから、徒歩約535m・約8分。
- 常磐道高速バスみと号で、「内原バス停」より、
  - 東京駅行のりばまで、徒歩約850m・約13分。
  - 水戸駅行おりばから、徒歩約970m・約15分。